# Зоран Богнар
Зоран Богнар (рођен као Зоран Чалић; Вуковар, 30. јануар 1965) српски песник, есејиста, прозаиста, књижевни критичар и антологичар.

## Биографија
Зоран Богнар (рођен као Зоран Чалић; касније је узео уметничко мађарско презиме Богнар, што значи: колар). Више од 300 његових есеја и књижевних приказа је објављено у многим српским књижевним часописима и листовима као што су Борба, Дневник и Политика, а о његовом стваралаштву последњих деценија објављено је и више од 250 есеја, приказа и студија.
Живи и ради у Београду као професионални књижевник. Вишегодишњи је књижевни уредник у издавачкој кући „Дерета”, актуелни је председник жирија Награде „Мирослав Дерета” од 2006. године и председник Фондације за очување ликовне уметности „Арс Лонга”.
Члан Удружења књижевника Србије и ПЕН центра Босне и Херцеговине.
Издавачка кућа „Драганић” објавила је Изабрана дела Зорана Богнара у 7 томова поводом 30 година књижевног рада (2013-2014, Београд) којима су касније придодата још два тома: „Ејдетске слике II” („Скрипта Интернационал”, Београд, 2020) и „Ејдетске слике III” („Нова поетика”, Београд, 2021).
Учествовао је на многим међународним песничким фестивалима и конгресима. Одржао је више самосталних књижевних вечери у Немачкој, Француској, Италији, Аустрији, Шпанији, Пољској, Грчкој, Аустралији, као и у земљама региона (Македонија, Босна и Херцеговина, Хрватска, Црна Гора).

## Награде
- Награда „Печат вароши сремскокарловачке”, за књигу песама Ако се мртви једнога дана врате, 1993.
- Награда „Матићев шал”, за књигу песама Анонимна бесмртност, 1994.
- Награда „Стеван Пешић”, за књигу песама Анонимна бесмртност, 1994.
- Награда „Блажо Шћепановић”, за циклус песама „Дописивање с апокалипсом”, 1997.
- Награда „Драинац”, за књигу песама Нови човек, 1999.
- Награда „Исидора Секулић”, за књигу песама Нови човек, 1999.
- Награда „Србољуб Митић”, за књигу песама Елизејска трилогија, 2001.
- Награда „Милутин Ускоковић”, за приповетку „Политика масе илити јевтина забава за докона јутра”, 2003.
- Награда „Слободан Џунић”, 2006.
- Награда „Милан Богдановић”, за критички текст „Реквијем за Исидору”, 2009.
- Награда „Димитрије Митриновић”, за збирку изабраних и нових песама Лавиринт куга, 2011.
- Високо специјално признање Академије „Иво Андрић”, 2010.
- Награда „Кочићево перо”, 2013.
- Награда „Миодраг Драганић”, за изабрана дела, 2013.[2]
- Награда „Васко Попа”, за књигу поезије Инсомнија, беле ноћи, 2014.
- Награда „Златни беочуг”, 2013.
- Награда „Јован Скерлић”, 2018.
- Награда „Иван Фохт”, за поему Србијо, могу ли да будем твој син, 2019.
- Награда „Растко Петровић”, за поему Србијо, могу ли да будем твој син, 2020.
- Награда „Милан Ракић”, за поему Србијо, могу ли да будем твој син, 2020.[3]
- Повеља „Карађорђе”, 2021.
- Награда „Троношки родослов”, за књигу есеја Ејдетске слике III, 2021.[4]
- Вукова награда, за 2023.[5]

Добитник је четири интернационалне награде: „Vannelli” (Италија, 1997), „Mediterranean Lion” (Црна Гора, 1998), „Hubert Burda” (Немачка, 1999) и „Wort-Farbe-Klange" (Аустрија, 2017); као и престижне стипендије фондације „Ville Waldberte„ (Немачка, 2002), једне од најетаблиранијих европских кућа писаца у којој су боравили и стварали многи светски признати писци као што су Томас Ман, Збигњев Херберт, Хлебњиков, Михаел Кригер, Иштван Ерши и многи други.

## Дела

### Поезија
- Blues za šahovsku tablu, Književna omladina Hrvatske, Vukovar, 1986.
- Zemlja gospodari PODzemljom, Big-Ben, Sarajevo, 1987.
- Psiho-striptiz, Panpublik, Beograd, 1988.
- Isus još uvek veruje YUdi, Koneks, Beograd, 1990.
- Trgovci bioritma, Big-Ben, Sarajevo, 1990.
- Ludilo Floyda Bertholda, Koneks, Beograd, 1991.
- Miris plastičnog cveća, Koneks, Beograd, 1992.
- Ако се мртви једног дана врате, Багдала, Крушевац, 1993.
- Južna strana istoka, (haiku poezija), Svetovi, Novi Sad, 1993.
- Anonimna besmrtnost, Rad, Beograd, 1994.
- Нови потоп, Драганић, Београд, 1996.
- Нови Нојев ковчег, Просвета, Београд,1997.
- Нови човек, Просвета, Београд, 1999.
- Elizejska trilogija, poetska trilogija, Prosveta, Beograd, 2000.
- Albedo, Dereta, Beograd, 2002.
- Aura, Dereta, Beograd, 2003.
- Alhemija, Dereta, Beograd, 2005.
- Sazvežđa ispod kože, Zalihica, Sarajevo, BiH, 2007.
- Albedo, Aura, Ahemija, poetska trilogija, Balkanski književni glasnik, Beograd, 2009.
- Lavirint kruga, Izabrane i nove pesme, IP „Book”, Beograd, 2010.
- Vukovarske elegije, Balkanski književni glasnik, Beograd, 2011.
- Insomnija, bele noći, 77 pesama o ljubavi, izdaji, demonima i ostalim svakodnevnim umiranjima, IK „Draganić”, Beograd, 2013.
- Zebnja nam ide za petama i flertuje sa našim senkama, orfejski portreti melanholije 1984–2014, Balkanski književni glasnik, Beograd, 2014.
- Srbijo, mogu li da budem tvoj sin, Poema o vlastitom prokletstvu, Balkanski književni glasnik, Beograd, 2019.
- Крв и мед, 111 песама о усуду и нафаки Балкана, Центар за културу и туризам, Младеновац, 2022.

### Романи
- Noć praznih ruku, Panpublik, Beograd, 1989.
- Budno stanje sna, Naučna knjiga, Beograd, 1993.

### Књиге есеја
- Фотографије гласова: о феноменима историје духа и културе, Багдала, Крушевац, 1997.
- Ејдетске слике, Матица српска, Нови Сад, 1998.
- Фотографије гласова II: изабрани микроесеји о феноменима историје духа и културе: 1996–2000, Књижевно удружење, Кикинда и Прометеј, Нови Сад, 2002.
- Ejdetske slike II, IK „Skripta Internacional”, Beograd, 2020.
- Ejdetske slike III, Nova poetika, Beograd, 2021.

### Остало
- Siniša Mihajlović: bombarder sa Marakane, Koneks, Beograd, 19??.
- О себи и другима: разговори са Миливојем Марковићем, Ars Longa, Београд, 1995.

#### Антологије
- Novo raspeće, antologija savremene srpske poezije tragom estetskog egzorcizma 1967–2000, Rad, Beograd, 2001.
- Tečni kristal, antologija srpskog mikroeseja XX veka, Dereta, Beograd, 2006.

#### Књиге на другим језицима
- Il nuovo diluvio, poesie scelte 1984–1994, Bari, La Vallisa, 1995.
- La nuova arca di Noe, Verona, Vannelli, 1998.
- Junge lyrik aus den landern ost-und sudosteuropas (koautorska knjiga sa Majom Vidmar i Urošem Zupanom); Das Hubert Burda Stipendium 1999; Aus dem Serbischen von Zarko Radakovic und Peter Handke, sowie von Elke Schwarz-Mahmuti und Aslan Mahmuti; Langenburg-Konstanz, Editione Petrarca, 2000.
- Protoclepsydra – a selection of poems by Zoran Bognar, Vancouver, DaDaBaBy Enterprises, 2000.
- La trilogia d'Eliseo, Bari, La Vallisa, 2001.
- El nuevo diluvio, Belgrado, Dereta, 2002.
- La trilogie Elyseenne, Montreal, Canada, La Pyramide, 2002.
- Gedichte – serbisch-deutsch, Muenchen, A+G, 2003.
- Сосзвездија под кожата, Скопје, Terra Magica, Македонија, 2006.
- Albedo, Aura, Alchemy: Selected poems 1984–2014, Balkan Literary Herald, Belgrade, 2015.
- Uj ember – Azert iz ellened, te mizantrop, Atjaro, Budapest, Hungary, 2022.
- A New Man – Despite you, misanthrope, New Poetics, Belgrade, 2022.
- Новиот човек, Скопје, Соларис, Македонија, 2022.